# Singer Motor Company
Singer Motor Company war ein US-amerikanischer Hersteller von Automobilen.

## Unternehmensgeschichte
Charles A. Singer betrieb bis 1914 die Palmer & Singer Manufacturing Company. Er gründete 1914 das neue Unternehmen. Der Sitz war in New York City. Ein Werk war in Manhattan. Als zweites Werk diente die ehemalige Fabrik von der American Locomotive Company in Long Island City in Queens. Mitte Juni 1914 war das erste Fahrzeug fertig. Ab 15. Juli 1914 wurden die Fahrzeuge ausgeliefert. Der Markenname lautete Singer. Pro Jahr entstanden etwa 200 Fahrzeuge.
1919 wurde der Sitz nach Mount Vernon im US-Bundesstaat New York verlegt. Dort wurde ein neues Werk bezogen. Im Oktober 1920 begann die Insolvenz. Im November 1920 war das Unternehmen bankrott. Einzelne Fahrzeuge aus 1920 wurden noch 1921 verkauft.
Laut einer anderen Quelle sollen insgesamt etwa 500 bis 550 Fahrzeuge entstanden sein.
Ein Fahrzeug von 1915 existiert noch.

## Fahrzeuge
Das erste Modell war der 50 HP. Er hatte einen Sechszylindermotor von Herschell-Spillman. 101,6 mm Bohrung und 139,7 mm Hub ergaben 6795 cm³ Hubraum. Die Motorleistung war mit 50 PS angegeben. Das Fahrgestell hatte 351 cm Radstand. Von 1914 bis 1915 gab es nur offene Tourenwagen mit fünf Sitzen. 1916 standen vier- und siebensitzige Tourenwagen, zwei- und dreisitzige Runabout, siebensitzige Limousinen und ebenfalls siebensitzige Landaulets zur Wahl. Von 1917 bis 1919 waren Tourenwagen mit vier und sieben Sitzen, Roadster mit zwei Sitzen, Runabout mit vier Sitzen, Limousinen mit fünf und sieben Sitzen, Landaulet mit sieben Sitzen und Brougham mit sechs Sitzen lieferbar. 1920 entfielen Runabout und Landaulet, während die kleinere Limousine nun sechs Personen Platz bot.
1920 ergänzte der 90 HP das Sortiment. Er hatte einen V12-Motor von der Weidely Motors Company. Er war mit 90 PS Leistung angegeben. Der Radstand entsprach dem anderen Modell. Gelistet waren Roadster mit zwei Sitzen, Tourenwagen mit vier und sieben Sitzen, Victoria mit sieben Sitzen, Limousine mit sieben Sitzen und Brougham mit fünf Sitzen.

## Modellübersicht
| Jahr      | Modell | Zylinder | Leistung (PS) | Radstand (cm) | Aufbau |
| --------- | ------ | -------- | ------------- | ------------- | --- |
| 1914–1915 | 50 HP  | 6        | 50            | 351           | Tourenwagen 5-sitzig |
| 1916      | 50 HP  | 6        | 50            | 351           | Tourenwagen 4-sitzig und 7-sitzig, Runabout 2-sitzig und 3-sitzig, Limousine 7-sitzig, Landaulet 7-sitzig                                       |
| 1917–1919 | 50 HP  | 6        | 50            | 351           | Tourenwagen 4-sitzig und 7-sitzig, Roadster 2-sitzig, Runabout 4-sitzig, Limousine 5-sitzig und 7-sitzig, Landaulet 7-sitzig, Brougham 6-sitzig |
| 1920      | 50 HP  | 6        | 50            | 351           | Roadster 2-sitzig, Tourenwagen 4-sitzig und 7-sitzig, Limousine 6-sitzig und 7-sitzig, Brougham 6-sitzig                                        |
| 1920      | 90 HP  | 12       | 90            | 351           | Roadster 2-sitzig, Tourenwagen 4-sitzig und 7-sitzig, Victoria 7-sitzig, Limousine 7-sitzig, Brougham 5-sitzig                                  |